# Ludi saeculares
Ludi saeculares (łac. „igrzyska stulecia”) – rzymskie święto będące uroczystością na cześć rozpoczęcia nowego wieku. 
Obchody te swym pochodzeniem sięgały czasów etruskich, którym w rzeczywistości zawdzięczają swe pochodzenie. Po raz pierwszy miały odbyć się w roku 509 p.n.e., gdy z Rzymu wygnano ostatniego Tarkwiniusza. Ogólnie dzielono obrzędy tego święta na ludi scenici (igrzyska teatralne) oraz ludi circenses (igrzyska cyrkowe); obydwa obrzędy nazywano łącznie ludi honoraria. W rytmie cyklicznym igrzyska nie odbywały się dokładnie co 100 lat, lecz faktycznie wówczas, gdy aktualny panujący uznał za stosowne je urządzić.
Za Augusta obchodzone były one w roku 17 p.n.e. Następne święta Stulecia dzielą się na dwa szeregi. Jeden opierał się na rachubie Augusta, przy tym święta miały być obchodzone co 110 lat, więc Domicjan święcił je w roku 88 (o 6 lat wcześniej względem daty świąt wyznaczonej przez Augusta). Kolejne obchody zarządził Septymiusz Sewer w roku 204 n.e. Drugi szereg zapoczątkował Klaudiusz, obchodząc w r. 47 n.e. osiemsetlecie istnienia Rzymu od jego powstania (ab urbe condita). Po nim w r. 147 n.e. Antoninus Pius święcił dziewięćsetlecie, zaś Filip I Arab w roku 248 – tysiąclecie istnienia Wiecznego Miasta.